# Channa amphibeus
Channa amphibeus е вид бодлоперка от семейство Channidae. Видът не е застрашен от изчезване.

## Разпространение
Разпространен е в Индия (Асам и Западна Бенгалия).

## Описание
На дължина достигат до 90 cm.